# Pouso Alegre (Maiquinique)
Pouso Alegre é um distrito do município brasileiro de Maiquinique, localizado no sudoeste da Bahia.
A origem de Pouso Alegre remonta a 18 de abril de 1969, quando o então prefeito de Maiquinique adquiriu dez hectares de terras a Alfirio Alves Ferreira. Nessa propriedade foi então instalado o distrito de Pouso Alegre, passando a integrar o município de Maiquinique.